# Apia International Sydney 2012
L'Apia International Sydney 2012 è stato un torneo di tennis giocato sul cemento. È stata la 120ª edizione del Medibank International, facente parte della categoria ATP World Tour 250 series nell'ambito dell'ATP World Tour 2012 e della categoria WTA Premier nell'ambito del WTA Tour 2012. Si è giocato nell'impianto Sydney Olimpic Park Tennis Centre a Sydney, Australia, dall'8 al 14 gennaio 2012.

## Partecipanti ATP

### Teste di serie
| Nazionalità | Giocatore             | Ranking | Testa di serie* |
| ----------- | --------------------- | ------- | --------------- |
| Argentina   | Juan Martín del Potro | 11      | 1               |
| Stati Uniti | John Isner            | 18      | 2               |
| Francia     | Richard Gasquet       | 19      | 3               |
| Spagna      | Feliciano López       | 20      | 4               |
| Serbia      | Viktor Troicki        | 22      | 5               |
| Germania    | Florian Mayer         | 23      | 6               |
| Spagna      | Marcel Granollers     | 27      | 7               |
| Rep. Ceca   | Radek Štěpánek        | 28      | 8               |

- Le teste di serie sono basate sul ranking al 26 dicembre 2011.

### Altri partecipanti
I seguenti giocatori hanno ricevuto una wildcard per il tabellone principale:
- Matthew Ebden
- Lleyton Hewitt
- James Duckworth

I seguenti giocatori sono passati dalle qualificazioni:

- Bobby Reynolds
- Jarkko Nieminen
- Michael Russell
- Denis Istomin

## Partecipanti WTA

### Teste di serie
| Nazionalità | Giocatore           | Ranking | Testa di serie* |
| ----------- | ------------------- | ------- | --------------- |
| Danimarca   | Caroline Wozniacki  | 1       | 1               |
| Rep. Ceca   | Petra Kvitová       | 2       | 2               |
| Bielorussia | Viktoryja Azaranka  | 3       | 3               |
| Cina        | Li Na               | 5       | 4               |
| Australia   | Samantha Stosur     | 6       | 5               |
| Russia      | Vera Zvonarëva      | 7       | 6               |
| Polonia     | Agnieszka Radwańska | 8       | 7               |
| Francia     | Marion Bartoli      | 9       | 8               |

- Le teste di serie sono basate sul ranking al 26 dicembre 2011.

### Altri partecipanti
I seguenti giocatori hanno ricevuto una wildcard per il tabellone principale:
- Jelena Dokić
- Isabella Holland

I seguenti giocatori sono passati dalle qualificazioni:

- Sofia Arvidsson
- Urszula Radwańska
- Ekaterina Makarova
- Chanelle Scheepers
- Stefanie Vögele
- Melinda Czink

Per i ritiri ci sono anche due cosiddette "Lucky Losers", che sono:
- Alexandra Dulgheru
- Polona Hercog

## Punti e montepremi
Il montepremi complessivo è di 430.250 $.
| Torneo              | Torneo              | V       | F      | SF     | QF     | 2T    | 1T    | Q  | Q3    | Q2  | Q1  |
| Singolare maschile  | Punti               | 250     | 150    | 90     | 45     | 20    | 0     | 12 | 6     | 0   | 0   |
| Singolare maschile  | Premi in denaro ($) | 78.360  | 41.290 | 22.365 | 12.740 | 7.510 | 4.450 | –  | 720   | 345 | 0   |
| Doppio maschile     | Punti               | 250     | 150    | 90     | 45     | 0     | –     | –  | –     | –   | –   |
| Doppio maschile     | Premi in denaro ($) | 23.800  | 12.520 | 6.780  | 3.890  | 2.270 | –     | –  | –     | –   | –   |
| Singolare femminile | Punti               | 470     | 320    | 200    | 120    | 60    | 1     | 20 | 12    | 8   | 1   |
| Singolare femminile | Premi in denaro ($) | 107.000 | 57.000 | 30.510 | 16.375 | 8.800 | 4.800 | –  | 2.030 | 920 | 415 |
| Doppio femminile    | Punti               | 470     | 320    | 200    | 120    | 1     | –     | –  | –     | –   | –   |
| Doppio femminile    | Premi in denaro ($) | 33.000  | 17.600 | 9.600  | 4.900  | 2.650 | –     | –  | –     | –   | –   |

## Campioni

### Singolare maschile
Jarkko Nieminen ha vinto in finale contro  Julien Benneteau per 6-2, 7-5.
- È il secondo titolo in carriera per Nieminen

### Singolare femminile
Viktoryja Azaranka ha vinto in finale contro  Li Na per 6-2, 1-6, 6-3.
- È il nono titolo in carriera per Azaranka, il primo del 2012.

### Doppio maschile
Bob Bryan /  Mike Bryan hanno vinto in finale contro  Matthew Ebden /  Jarkko Nieminen per 6-1, 6-4.

### Doppio femminile
Květa Peschke /  Katarina Srebotnik hanno vinto in finale contro  Liezel Huber /  Lisa Raymond per 6-1, 4-6, [13-11].